# Vojničko vijeće u Bruxellesu
Vojničko vijeće (njem. Soldatenrat ; franc. Le Conseil des soldats) osnovano je u Bruxellesu 10. studenog 1918. nakon što su vijesti o pomorskoj pobuni u Kielu i studenoj revoluciji doprle do njemačkih trupa u Belgiji pod njemačkom okupacijom u posljednjim danima Prvog svjetskog rata. 
 Nastalo je s ciljem uspostave revolucionarnog vijeća inspiriranog socijalističkim i komunističkim pokretima koji su uzeli zamah u Europi u razdoblju tijekom i nakon Prvog svjetskog rata. Počelo je postojati, nakon što su se vojnici pobunili protiv svojih časnika i preuzeli kontrolu nad Bruxellesom koji je bio okupiran od kolovoza 1914. od strane Njemačkog Carstva. 
Pokušali su uspostaviti savez s belgijskim civilima i socijalistima, no nisu ga uspjeli realizirati, a u gradu je bilo sporadičnih bitaka između desničarskih vojnika i revolucionara. Istodobno se Vojničko vijeće borilo za održavanje reda i zakona u teritoriju pod njihovom jurisdikcijom. Glavna briga Vijeća bila je osigurati repatrijaciju svojih vojnika u Njemačku.  Nakon nekoliko dana, Vijeće se raspustilo, a posljednje njemačke trupe napustile su Bruxelles 16. studenog.  Belgijska vojska pod kraljem Albertom I. konačno je ušla u grad 22. studenog 1918. godine.

## Reference
1. 1 2  Kesteloot 2015.
2. ↑  Howard 1999.

## Daljnje čitanje
- Vreugde, Christian. 2018. La révolution allemande à Bruxelles, 9 novembre – 18 novembre 1918. Cahiers Bruxellois (1): 201–73. doi:10.3917/brux.050.0201